# Kevin Warwick
Kevin Warwick (Coventry, 9 de fevereiro de 1954) é um cientista britânico. É professor de cibernética na Universidade de Reading. Tornou-se conhecido por seus estudos sobre interfaces neurais diretas entre computadores e o sistema nervoso humano, embora também tenha feito muitas pesquisas no campo da robótica.

## Obras
Warwick escreveu vários livros, artigos e dissertações. Entre suas principais obras estão:
- 2001, Warwick, Kevin (2001). QI: The Quest for Intelligence. [S.l.]: Piatkus Books. ISBN 0749922303
- 2004, Warwick, Kevin (2004). I, Cyborg. [S.l.]: University of Illinois Press. ISBN 0252072154
- 2004, Warwick, Kevin (2004). March of the Machines: The Breakthrough in Artificial Intelligence. [S.l.]: University of Illinois Press. ISBN 0252072235